# Ennio Balbo
Ennio Balbo, all'anagrafe Enrico Balbo (Napoli, 18 aprile 1922 – Roma, 18 giugno 1989), è stato un attore e doppiatore italiano.

## Biografia
Ebbe una formazione prettamente teatrale, studiando e diplomandosi all'Accademia Sharoff a Roma. Nell'immediato dopoguerra entrò a far parte della compagnia di Paola Borboni. Curiosamente interruppe l'attività teatrale per mantenere l'impiego alla Previdenza sociale di Roma, dove prestava servizio. Nel frattempo coltivò la passione per il teatro assieme alla moglie, Dora Calindri, conosciuta nella compagnia Borboni.
Fu solo a quarant'anni che iniziò la carriera di attore vera e propria recitando spesso anche accanto alla consorte e in collaborazione con l'autore Diego Fabbri. Prima di approdare alla nascente televisione come interprete di fiction e sceneggiati, recitò in teatro accanto ad artisti come Lamberto Picasso, Gino Cervi, Turi Ferro, Franco Enriquez e Renzo Giovampietro. Come doppiatore diede voce a Richard Castellano ne Il padrino,  Norman Fell ne Il laureato, George Kennedy in Airport.

### Cinema

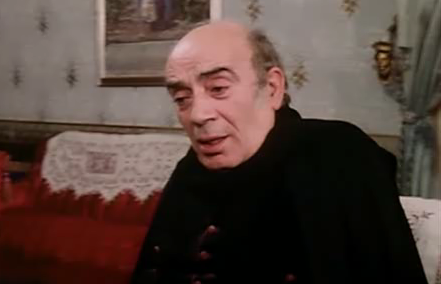
Ennio Balbo in Il fidanzamento (1975)

Come attore cinematografico Balbo non ha disdegnato di interpretare pellicole di genere b-movie, fra cui gli spaghetti western I giorni dell'ira di Tonino Valerii e Il pistolero segnato da Dio di Jackson Calvin Padget. Ha interpretato anche film di genere poliziottesco (La polizia interviene: ordine di uccidere! di Giuseppe Rosati) passando poi a pellicole di impegno civile, come nel caso de Il giorno della civetta di Damiano Damiani, o della commedia all'italiana: fra gli altri titoli, Casanova '70 di Mario Monicelli, Il commissario di Luigi Comencini. Sempre sotto la direzione di Comencini è stato poi nel cast di Infanzia, vocazione e prime esperienze di Giacomo Casanova, veneziano. Muore a Roma il 18 giugno 1989. Riposa al cimitero del Verano.

## Filmografia

### Cinema
- Una vita difficile, regia di Dino Risi (1961)
- Una regina per Cesare, regia di Piero Pierotti (1962)
- Il commissario, regia di Luigi Comencini (1962)
- Caterina di Russia, regia di Umberto Lenzi (1963)
- La corruzione, regia di Mauro Bolognini (1963)
- 5 tombe per un medium, regia di Massimo Pupillo (1965)
- Sette uomini d'oro, regia di Marco Vicario (1965)
- Casanova '70, regia di Mario Monicelli (1965)
- Oggi, domani, dopodomani, regia di Eduardo De Filippo, Marco Ferreri e Luciano Salce (1965)
- La donna del lago, regia di Luigi Bazzoni (1965)
- Agente 077 dall'Oriente con furore, regia di Sergio Grieco (1965)
- Le spie uccidono in silenzio, regia di Mario Caiano (1966)
- Scusi, lei è favorevole o contrario?, regia di Alberto Sordi (1966)
- Colpo maestro al servizio di Sua Maestà britannica, regia di Michele Lupo (1967)
- Il grande colpo dei 7 uomini d'oro, regia di Marco Vicario (1967)
- Qualcuno ha tradito, regia di Franco Prosperi (1967)
- I giorni dell'ira, regia di Tonino Valerii (1967)
- Le due facce del dollaro, regia di Roberto Bianchi Montero (1967)
- Da Berlino l'apocalisse, regia di Mario Maffei (1967)
- Il giorno della civetta, regia di Damiano Damiani (1968)
- Sequestro di persona, regia di Gianfranco Mingozzi (1968)
- Quel caldo maledetto giorno di fuoco, regia di Paolo Bianchini (1968)
- La pecora nera, regia di Luciano Salce (1968)
- Il pistolero segnato da Dio, regia di Giorgio Ferroni (1968)
- Django il bastardo, regia di Sergio Garrone (1969)
- Infanzia, vocazione e prime esperienze di Giacomo Casanova, veneziano, regia di Luigi Comencini (1969)
- La virtù sdraiata (The Appointment), regia di Sidney Lumet (1969)
- Ninì Tirabusciò, la donna che inventò la mossa, regia di Marcello Fondato (1970)
- Appuntamento col disonore, regia di Adriano Bolzoni (1970)
- La polizia sta a guardare, regia di Roberto Infascelli (1973)
- Anna, quel particolare piacere, regia di Giuliano Carnimeo (1973)
- Anno uno, regia di Roberto Rossellini (1974)
- Roma drogata la polizia non può intervenire, regia di Lucio Marcaccini (1975)
- La polizia interviene: ordine di uccidere, regia di Giuseppe Rosati (1975)
- Il fidanzamento, regia di Giovanni Grimaldi (1975)
- Perché si uccide un magistrato, regia di Damiano Damiani (1976)
- Gli esecutori, regia di Maurizio Lucidi (1976)
- Bestialità, regia di Peter Skerl (1976)
- Sette uomini d'oro nello spazio, regia di Alfonso Brescia (1979)
- Saremo felici, regia di Gianfrancesco Lazotti (1989)

### Televisione
- La Pisana – serie TV (1960)
- Il caso Maurizius – serie TV (1961)
- Una tragedia americana – serie TV (1962)
- La bella addormentata – film TV (1963)
- Luisa Sanfelice – serie TV (1966)
- Le inchieste del commissario Maigret – serie TV, episodio Un'ombra su Maigret (1964)
- Mille franchi di ricompensa – film TV (1964)
- La figlia del capitano – serie TV (1965)
- Un bambino – film TV (1965)
- Madame Curie, regia di Guglielmo Morandi – film TV (1966)
- Sheridan, squadra omicidi – serie TV, episodi Rapina al grattacielo e Recita a soggetto  (1967)
- La sconfitta di Trotsky – film TV (1967)
- L'affare Dreyfus – miniserie TV (1968)
- La guerra di Troia non si farà, dramma di Jean Giraudoux, regia di Andrea Camilleri, trasmessa dal Secondo programma il 3 gennaio 1968.
- Il caso Chessman – film TV (1968)
- Il segreto di Luca, regia di Ottavio Spadaro – miniserie TV (1969)
- Un certo Harry Brent – serie TV (1970)
- Qui squadra mobile – serie TV, episodio 1x01 (1973)
- A torto e a ragione – miniserie TV (1978)
- Tecnica di un colpo di stato: la marcia su Roma – miniserie TV (1978)
- Storie della camorra – serie TV (1978)
- Il sottoscritto Giuseppe Donati all'Alta Corte di Giustizia – film TV (1983)

## Doppiaggio

### Cinema
- Jack Hawkins in Shalako
- Jay C. Flippen in Uomini d'amianto contro l'inferno
- Larry Thor in Tora! Tora! Tora!
- Norman Fell in Il laureato
- George Kennedy in Airport
- Jason Robards in La ballata di Cable Hogue
- Rupert Davies in Waterloo
- Laurence Naismith in Il terrore negli occhi del gatto
- Richard Castellano in Il padrino
- Sebastian Cabot in L'uomo che visse nel futuro
- Teru Shimada in Agente 007 - Si vive solo due volte

### Televisione
- Ernesto Alonso in Il maleficio
- Rafael Banquelles in Anche i ricchi piangono
- Giulio Donnini in Odissea
- Dennis Franz in Hill Street giorno e notte
- Lionel Stander in Moonlighting
- John Welsh in La duchessa di Duke Street

### Animazione
- Saruman ne Il Signore degli Anelli
- Fernando in Remi - Le sue avventure
- Alidoro in Un burattino di nome Pinocchio
- Tagg il cane in Gulliver
- Roger Bannon in Jonny Quest
- Phineas in Little Wizard
- Bazar in I Super Globetrotter
- Pepito nell'omonimo cartone

## Prosa radiofonica Rai
- Congedo di Renato Simoni, regia di Umberto Benedetto, trasmessa il 16 giugno 1952.
- La pesca di Eugene O'Neill, regia di Umberto Benedetto, trasmessa il 20 luglio 1952.
- Le trame dell'amore e del caso di Pierre  de Marivaux, regia di Corrado Pavolini
- Pamela nubile di Carlo Goldoni, regia di Corrado Pavolini, trasmessa il 5 settembre 1952.
- Enrico di Offerdingen di Novalis, regia di Pietro Masserano Taricco, trasmessa il 19 febbraio 1956.

## Prosa televisiva Rai
- Antigone di Sofocle, regia di Vittorio Cottafavi, trasmessa nel 1958
- Veder grande di Guglielmo Giannini, regia di Claudio Fino, trasmessa l'11 dicembre 1959
- L'incorruttibile, regia di Enrico Colosimo, trasmessa il 9 marzo 1962
- La mossa del cavallo , regia di Giacomo Colli, trasmessa nel 1977